# Na szlaku Kresowej
Na szlaku Kresowej – miesięcznik polski wydawany we  Włoszech przez Referat Kultury i Prasy  5. Kresowej Dywizji Piechoty w latach 1944–1946. W piśmie publikował m.in. Gustaw Herling-Grudziński. 
Wznowione 1949 jako periodyk o charakterze kombatanckim w Londynie, wydawane przez Związek Byłych Żołnierzy Kresowej Dywizji Piechoty.
Zarządzeniem dyrektora Głównego Urzędu Kontroli Prasy, Publikacji i Widowisk, Tadeusza Zabłudowskiego, z 8 listopada 1946 czasopismo zostało pozbawione debitu komunikacyjnego i zakazano jego rozpowszechniania w Polsce Ludowej.